# Marco Júnio Silano
Marco Júnio Silano (em latim: Marcus Iunius Silanus) foi um político da gente Júnia da República Romana eleito cônsul em 109 a.C. com Quinto Cecílio Metelo Numídico. Décimo Júnio Silano, cônsul em 62 a.C., era seu filho.

## Carreira
Sua família alegava ser descendente do lendário Lúcio Júnio Bruto, genro do rei romano Tarquínio, o Antigo. Foi eleito cônsul em 109 a.C. com Quinto Cecílio Metelo Numídico. e, durante seu mandato, propôs e aprovou uma lei que privatizava e totalidade das terras públicas romanas, o que praticamente impediu o avanço da reforma agrária que vinha sendo promovida por Caio Graco, já que não havia mais terras a serem distribuídas.
No final do mesmo ano, negou aos cimbros a concessão de terras na Gália para que eles se assentassem. Como resposta à negativa, eles atacaram e derrotaram o exército romano na Gália Cisalpina, composto por quatro legiões. Apesar disto, seu consulado não terminou em derrota, pois Silano conseguiu repelir uma expedição gaulesa que pretendia invadir e se estabelecer em Delfos.
Em 104 a.C., Silano foi acusado pelo tribuno da plebe Cneu Domício Enobarbo de ter conduzido uma guerra sem a devida autorização do povo e, por isso, de ser o principal responsável de todas as calamidades que se sucederam durante a Guerra Címbrica. Contudo, o que se dizia entre a população era que o motivo verdadeiro de Enobarbo era uma vingança por Silano ter ferido um grande amigo de Enobarbo. No final, Silano acabou absolvido quase que por unanimidade, já que somente duas das trinta e cinco tribos votaram pela condenação.
Cícero destaca sua poderosa oratória.